# محمد ناصر (لاعب كرة قدم)
محمد ناصر شكرون، مواليد1984 البصرة في العراق، لاعب كرة قدم عراقي.
بدأ مسيرته الكروية مع نادي الطلبة العراقي في موسم 2004/2005، وفي عام 2005 انتقل إلى نادي الخور القطري، لعب عام 2006 مع نادي أبولون ليماسول القبرصي ولعب بعدها في الدوري الإيراني الممتاز مع اندية برق شيراز واستقلال اهواز وشاهين بوشهر انتقل مطلع عام 2011 إلى نادي الميناء. بدأ باللعب مع منتخب العراق لكرة القدم في عام 2004، وقد كان مع الفريق الفائز في كأس آسيا 2007.

## روابط خارجية
- محمد ناصر على موقع ناشيونال فوتبول تيمز (الإنجليزية)
- محمد ناصر على موقع Soccerway.com (الإنجليزية)
- محمد ناصر على موقع كووورة